# Toyota C-HR
Toyota C-HR (Тойота Си-эйч-ар) — малолитражный кроссовер-внедорожник производства фирмы Toyota. Разработка автомобиля началась в 2013 году под руководством главного инженера Toyota Хироюки Кобы. Серийная версия C-HR была представлена на Женевском автосалоне в марте 2016 года, начало производство стартовало в ноябре 2016 года. Он поступил в продажу в Европе, Австралии, Южной Африке и Северной Америке в начале 2017 года, а также в Юго-Восточной Азии, Китае и Тайване в 2018 году. Название C-HR расшифровывается как Compact High Rider, Cross Hatch Run-about или Coupé High-Rider.
Первоначальное производство находилось в Японии и Турции. Автомобили 2018—2020 модельного года для США импортировались из Турции и из Японии с VIN, начинающихся с  "JTNKHMBX" [4].

## Первое поколение (AX10/AX50)
Концептуальная модель
Toyota C-HR сначала была представлена концептом Scion C-HR, а затем концептом Toyota C-HR.
Серийная модель
Серийная версия C-HR была представлена на Женевском автосалоне в марте 2016 года, а производство началось в ноябре 2016 года. В Японии она была запущена 14 декабря 2016 года. Он поступил в продажу в Европе, Австралии, Южной Африке и Северной Америке в начале 2017 года, а также в Юго-Восточной Азии, Китае и Тайване в 2018 году. Название C-HR может означать либо Compact High Rider, либо Cross Hatch Run-about, или Coupe High Rider. Первоначальное производство находилось в Японии и Турции. Североамериканская версия C-HR 2018–2020 модельного года импортируется из Турции.
Япония
В Японии C-HR продается во всех дилерских центрах Toyota (магазин Toyota, магазин Toyopet, магазин Toyota Corolla и магазин Netz). На японском рынке C-HR оснащен либо 1,2-литровым бензиновым двигателем с турбонаддувом, либо 1,8-литровым гибридным двигателем. Модели FWD доступны с обоими двигателями, а для моделей AWD единственным двигателем является 1,2-литровый двигатель с турбонаддувом. Комплектации модели: S, S-LED, G, ST и GT. Модели S, S-LED, G оснащены 1,2-литровым двигателем с турбонаддувом, а другие модели — 1,8-литровым гибридным двигателем. Светодиодный пакет является эксклюзивным для пакетов G и S-LED.
Азия
C-HR тайского производства с 1,8-литровым двигателем 2ZR-FBE или 2ZR-FE продается в некоторых азиатских странах, таких как Таиланд, Индонезия, Малайзия и Бруней. Серийная версия для АСЕАН была представлена в Таиланде 30 ноября 2017 года на 34-й Таиландской международной автомобильной выставке. На индонезийский рынок C-HR был запущен 10 апреля 2018 года, первоначально с 1,8-литровым бензиновым двигателем 2ZR-FE. Гибридный вариант последовал позже, 22 апреля 2019 года. Бензиновый вариант был снят с производства в марте 2022 года. Оставшийся единственный гибридный вариант получил Toyota Safety Sense 27 мая 2022 года и продавался до мая 2023 года. В Брунее C-HR был запущен в производство в начале 2018 года и предлагался в комплектациях среднего и высшего класса с бензиновым двигателем, а также в гибридной модели. Его производство было прекращено в 2022 году. Для Тайваня C-HR предлагается только с 1,2-литровым бензиновым двигателем 8NR-FTS. Покупатели на Тайване могут выбрать модели FWD и AWD. В Сингапуре он получил от местного дистрибьютора модель FWD в комплектациях Active и Luxury с 1,2-литровым двигателем, а гибридные 1,8-литровые модели предлагаются параллельными импортерами. На китайском рынке C-HR продается компанией GAC Toyota, а его модель-близнец, продаваемая FAW Toyota, называется IZOA (китайский: 奕泽; пиньинь: Yìzé). IZOA имеет решетку переднего бампера с горизонтальными линиями вместо сетки, как у C-HR. И C-HR, и IZOA были представлены на выставке Auto Guangzhou в ноябре 2017 года и поступили в продажу в апреле 2018 года.
Варианты C-HR и IZOA с электромобилем (EV) были представлены на 18-й выставке Auto Shanghai 16 апреля 2019 года. , как первый аккумуляторный электромобиль в будущей линейке Toyota.
C-HR EV поступил в продажу в Китае в апреле 2020 года. Электродвигатель развивает мощность 150 кВт (201 л.с., 204 л.с.) и крутящий момент 300 Нм (220 фунт-фут). Согласно NEDC, литий-ионный аккумулятор емкостью 54,3 кВтч обеспечивает запас хода до 400 км (250 миль).[11]
В конце 2020 года сравнительно дорогая (полностью импортированная из Таиланда модель) C-HR была снята с производства в Малайзии, что привело к снижению продаж. На смену ему пришла Corolla Cross, выпущенная в конце марта 2021 года.
Европа
Как и в Японии, C-HR для Европы можно приобрести либо с 1,2-литровым бензиновым двигателем с турбонаддувом, либо с 1,8-литровым гибридом, либо с 2,0-литровым гибридом. 6-ступенчатая МКПП устанавливается только на переднеприводный 1,2-литровый турбомотор; Единственная коробка передач для 1,2-литрового турбо-привода и гибрида — вариатор. Уровни отделки салона различаются в зависимости от страны. В Великобритании это Icon, Design, Excel и Dynamic. Для французского рынка существует еще больше вариантов маркетинговых названий, таких как Active, Dynamic, Edition, Graphic, Distinctive и Collection. В Румынии есть C-enter, C-ult Style и C-lassy. По сути, это похожие автомобили с разным стандартным или дополнительным оборудованием.
Австралия
Для австралийского рынка (импортированного из Японии) C-HR предлагается только с 1,2-литровым турбомотором 8NR-FTS. Базовая модель доступна только с механической коробкой передач и передним приводом, модели с автоматической коробкой передач могут быть переднеприводными или полноприводными. Модель Koba высокого уровня доступна как в переднеприводном, так и в полноприводном вариантах. Коробка передач для базовой модели представляет собой на выбор 6-ступенчатую механическую коробку передач или вариатор с 7-ступенчатой имитацией коробки передач. Koba поставляется только с вариатором и оснащен светодиодными фарами, кожаными сиденьями, подогревом передних сидений и интеллектуальной системой входа и запуска.
Северная Америка
Уникальным для североамериканского C-HR является более крупный 2,0-литровый атмосферный бензиновый двигатель 3ZR-FAE, работающий в паре с коробкой передач CVT. В Северной Америке изначально планировалось продавать его как Scion, прежде чем производство этой марки было прекращено. Модель 2018 года была доступна только в моделях XLE или XLE Premium. В 2019 модельном году C-HR доступен в моделях LE, XLE, XLE Premium или Limited. Производство C-HR было прекращено в США и Канаде после 2022 модельного года. Модель второго поколения продаваться в этих регионах не будет. Corolla Cross продолжает оставаться субкомпактным кроссовером/внедорожником.
Рестайлинг
Обновленный C-HR был представлен в Японии, Европе, Австралии и Северной Америке в октябре 2019 года. Европейская модель впервые получила 2,0-литровый вариант гибридного двигателя M20A-FXS. Android Auto и Apple CarPlay стали стандартными. Также предлагается вариант GR Sport.

## Второе поколение (AX20)
Второе поколение было представлено концептом под названием «Toyota C-HR Prologue» 6 декабря 2022 года. Вторая итерация C-HR была представлена 26 июня 2023 года и официально выпущена в октябре 2023 года. Она получила двухцветную окраску и имела более острый и гладкий корпус по сравнению с предыдущей моделью. C-HR теперь имеет новый язык дизайна Toyota, с фарами C-образной формы, которые можно найти на Prius XW60 и Aygo X. Основанный на предыдущей модели, он имеет схожие с ней характеристики, такие как кузов хэтчбек, платформа и аналогичные модели. Теперь исключительно с гибридной трансмиссией, компания впервые представляет гибридный вариант с подключаемым модулем, хотя PHEV не будет продаваться в Австралии. Имея ту же колёсную базу, что и предыдущая модель, базовые модели получают 8,0-дюймовый консольный дисплей, а модели более высокого класса включают двойной 12,3-дюймовый информационно-развлекательный экран. C-HR получил технологические обновления по сравнению с предыдущей моделью, включая цифровой ключ, передовые системы безопасности, возможность удаленной парковки и систему вождения без помощи рук в пробках. Новый C-HR больше не будет производиться в Японии, а будет производиться исключительно в Турции, на турецком заводе Toyota. Это поколение не будет продаваться в Северной Америке, но будет заменено Corolla Cross, автомобилем C-сегмента, примерно на 100 мм длиннее. C-HR GR Sport оснащен 20-дюймовыми колесами и системой полного привода с использованием фирменной системы E-Four 4WD. Он оснащён двумя электродвигателями мощностью 145 кВт (194 л.с.).

## Галерея

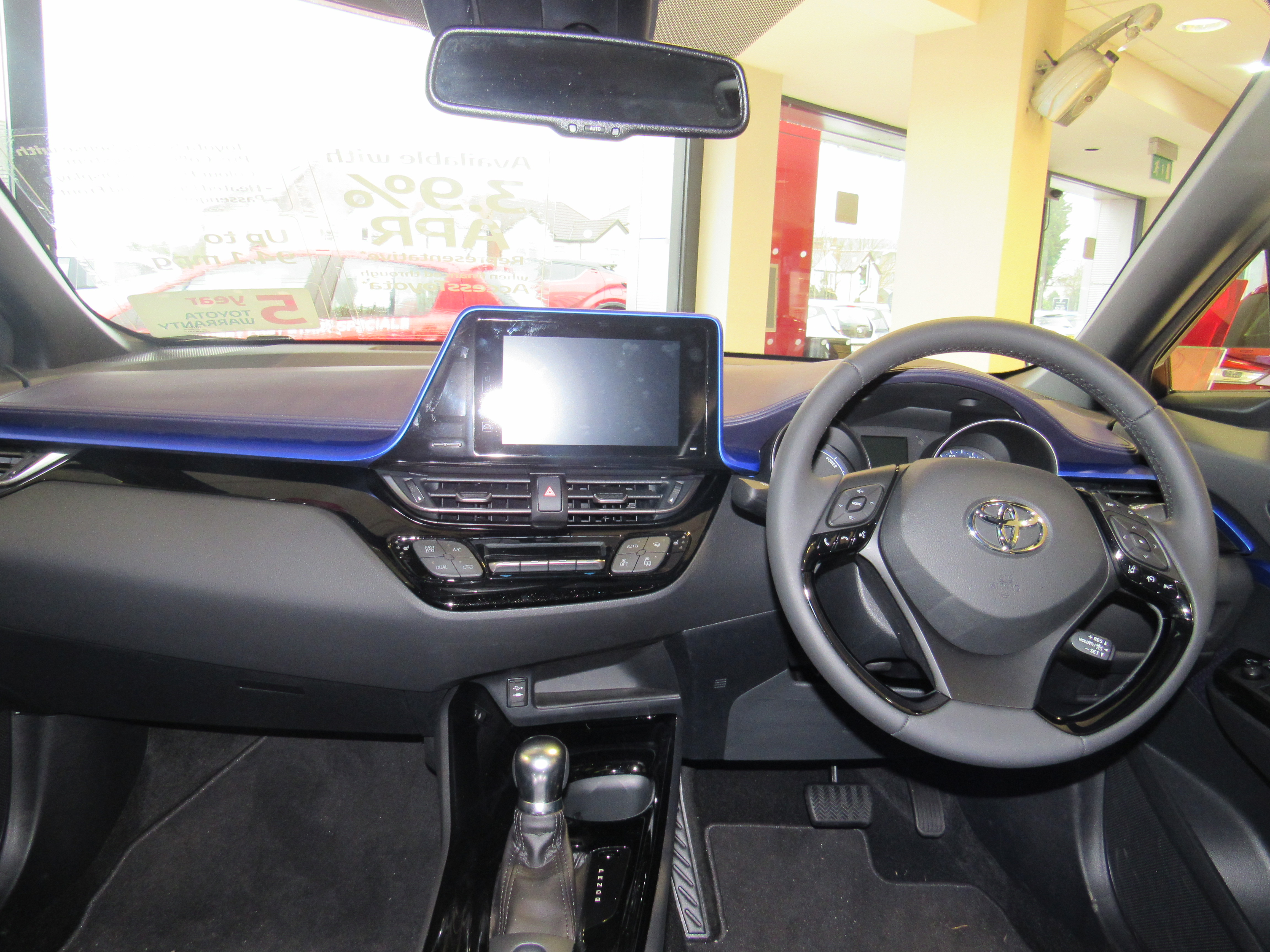
Интерьер
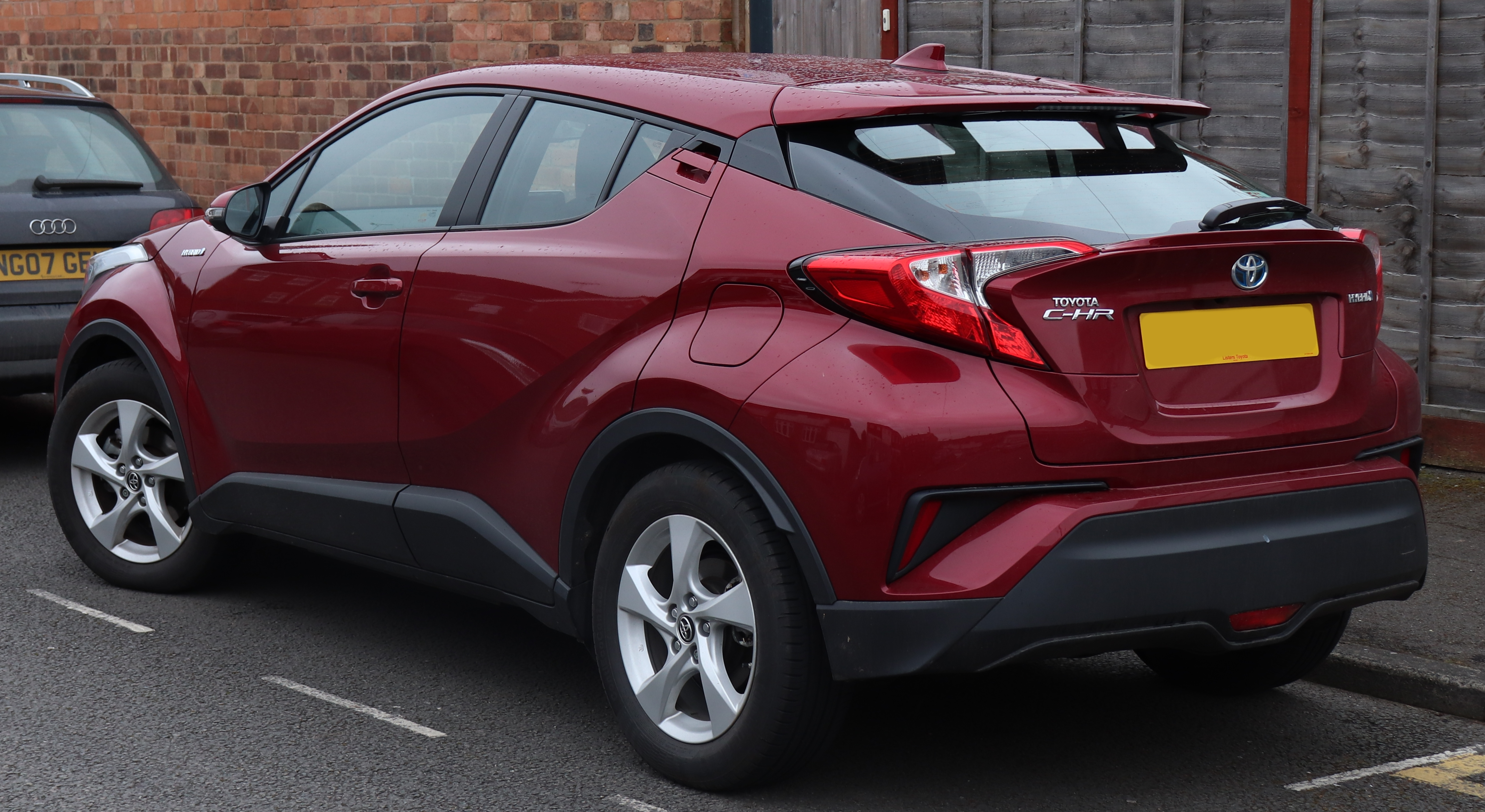
2017 Toyota C-HR Icon гибрид (ZYX10; Великобритания)
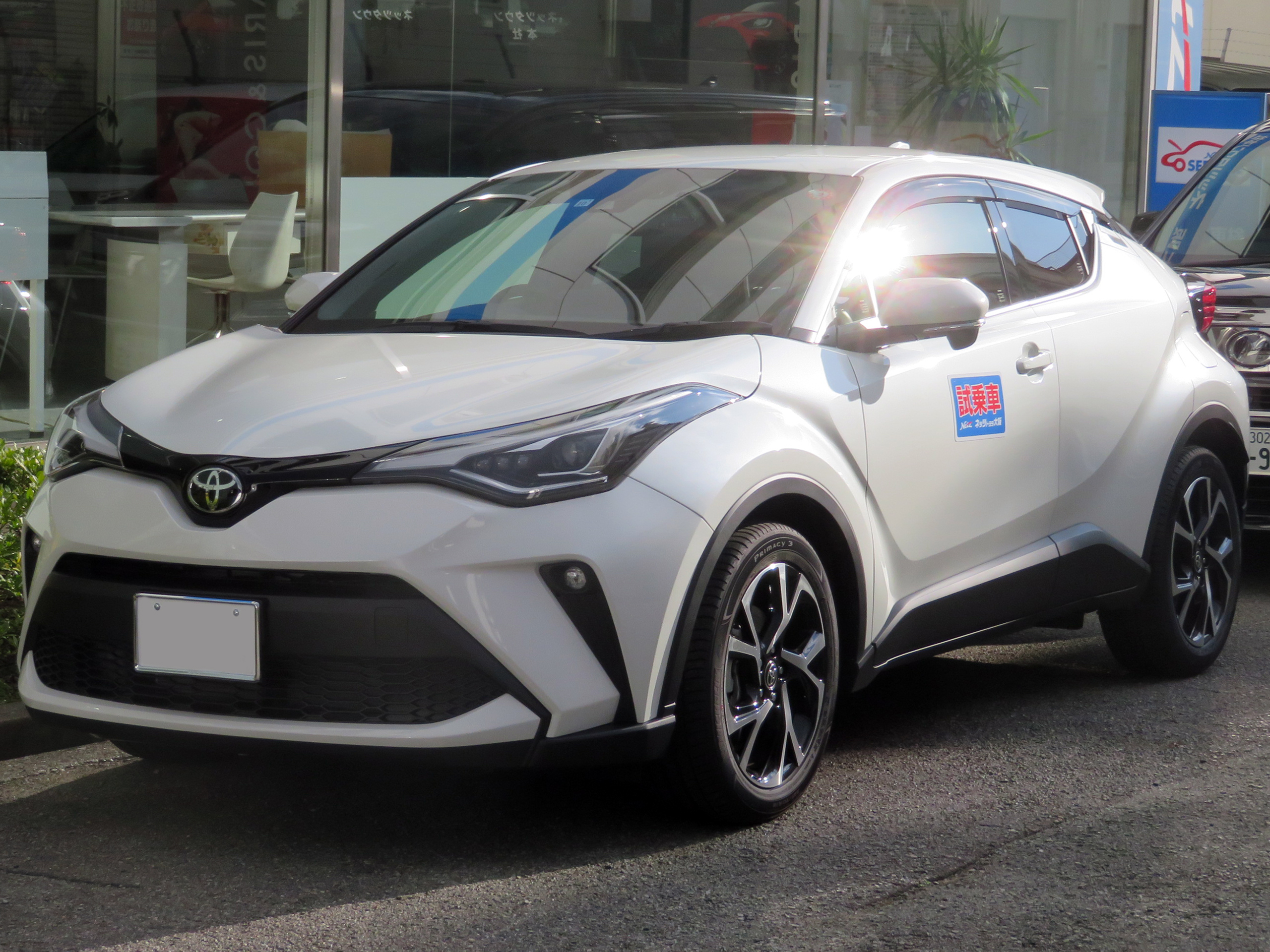
2019 Toyota C-HR G-T (NGX10; Япония)
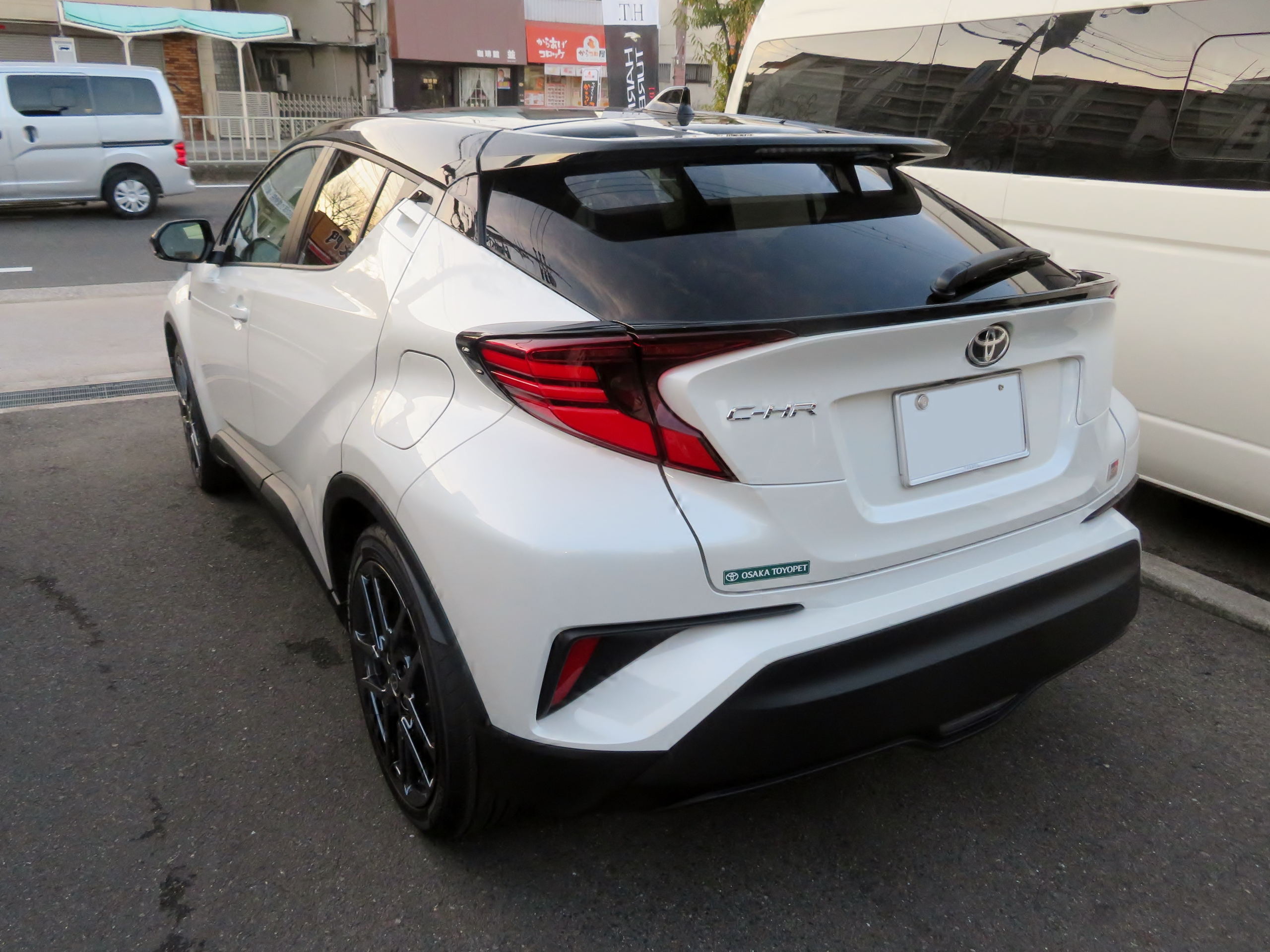
Toyota C-HR GR Sport (NGX10, Япония)
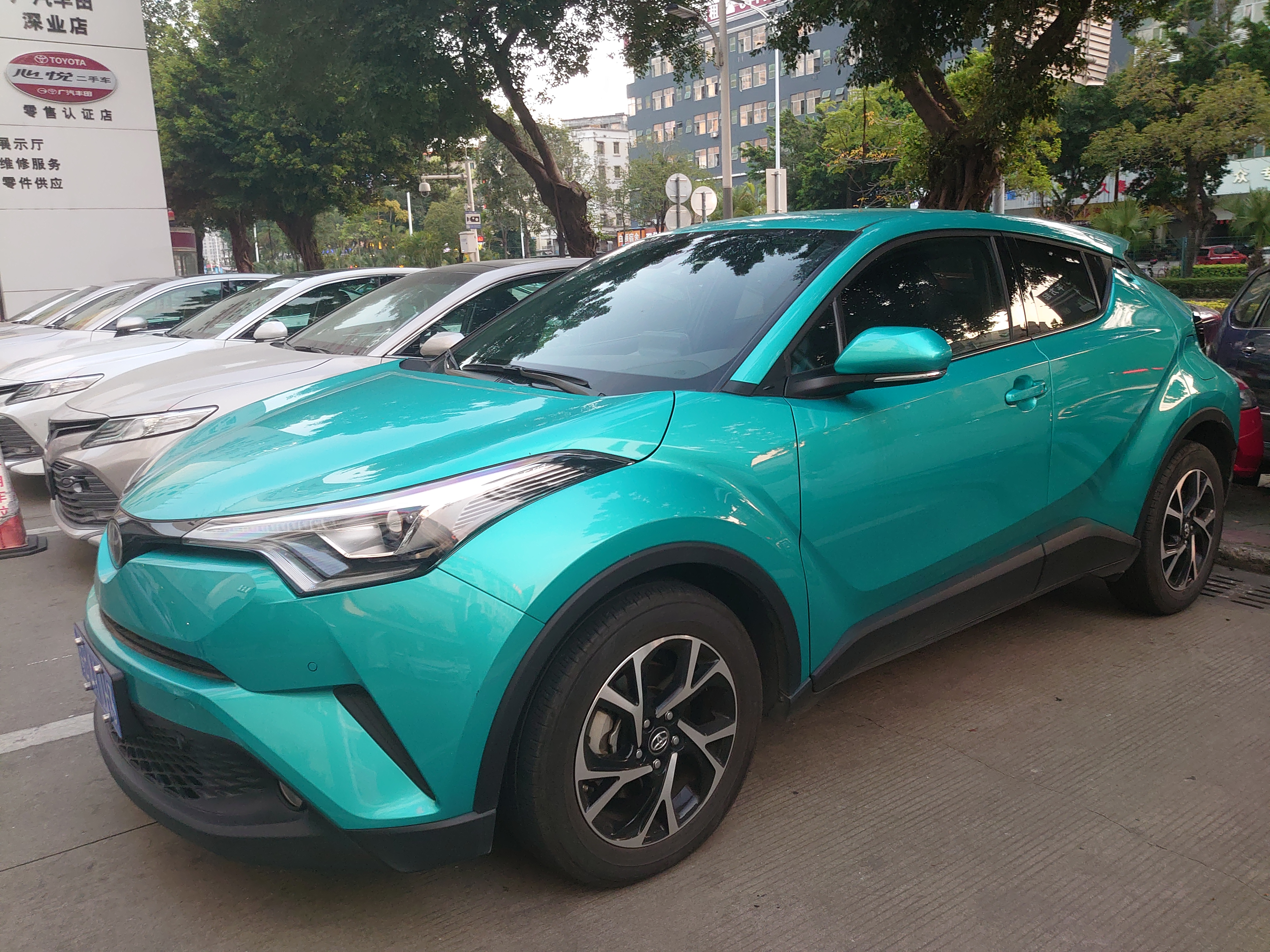
2018 Toyota C-HR, Китай
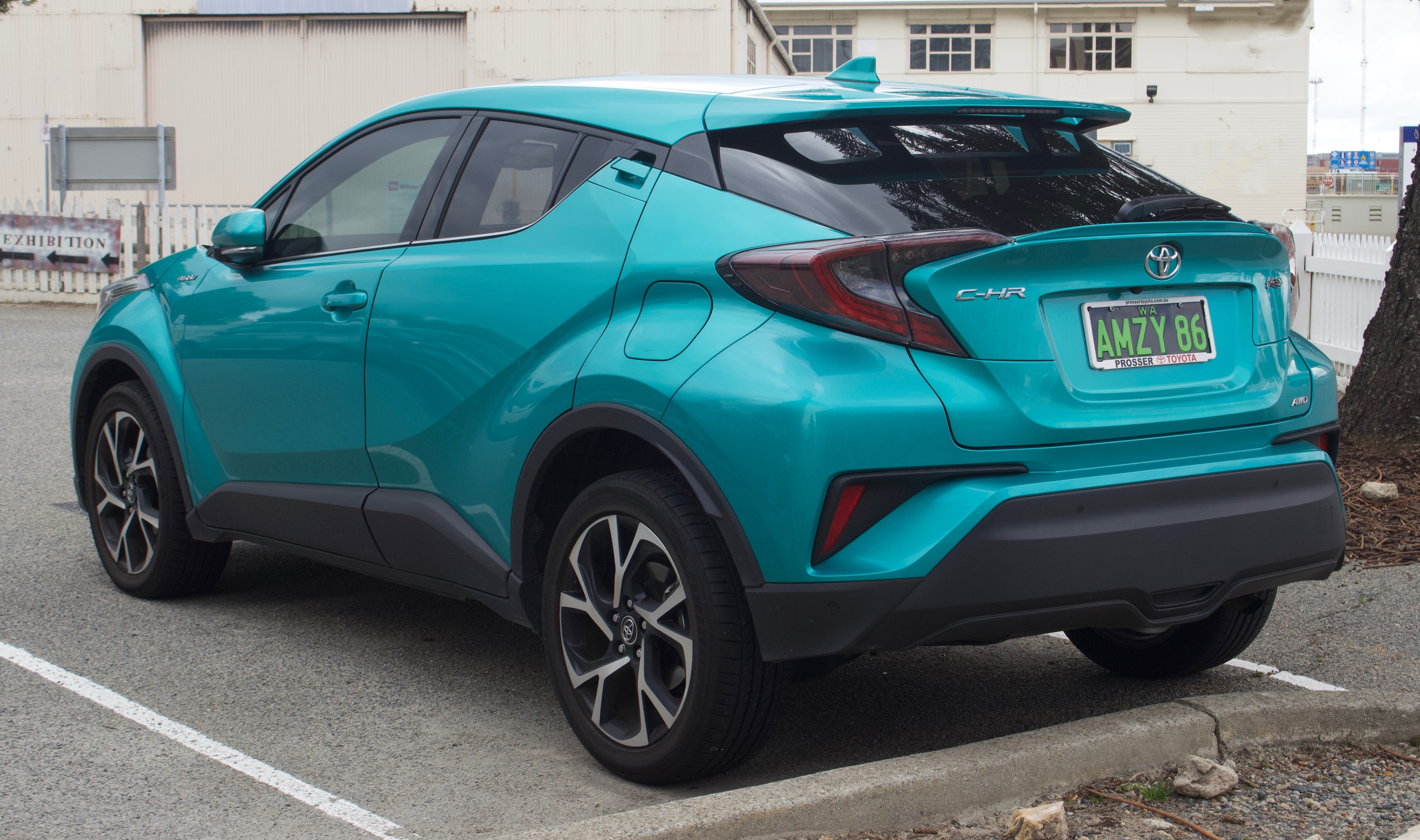
2018 Toyota C-HR Koba AWD (NGX50; pre-facelift, Австралия)
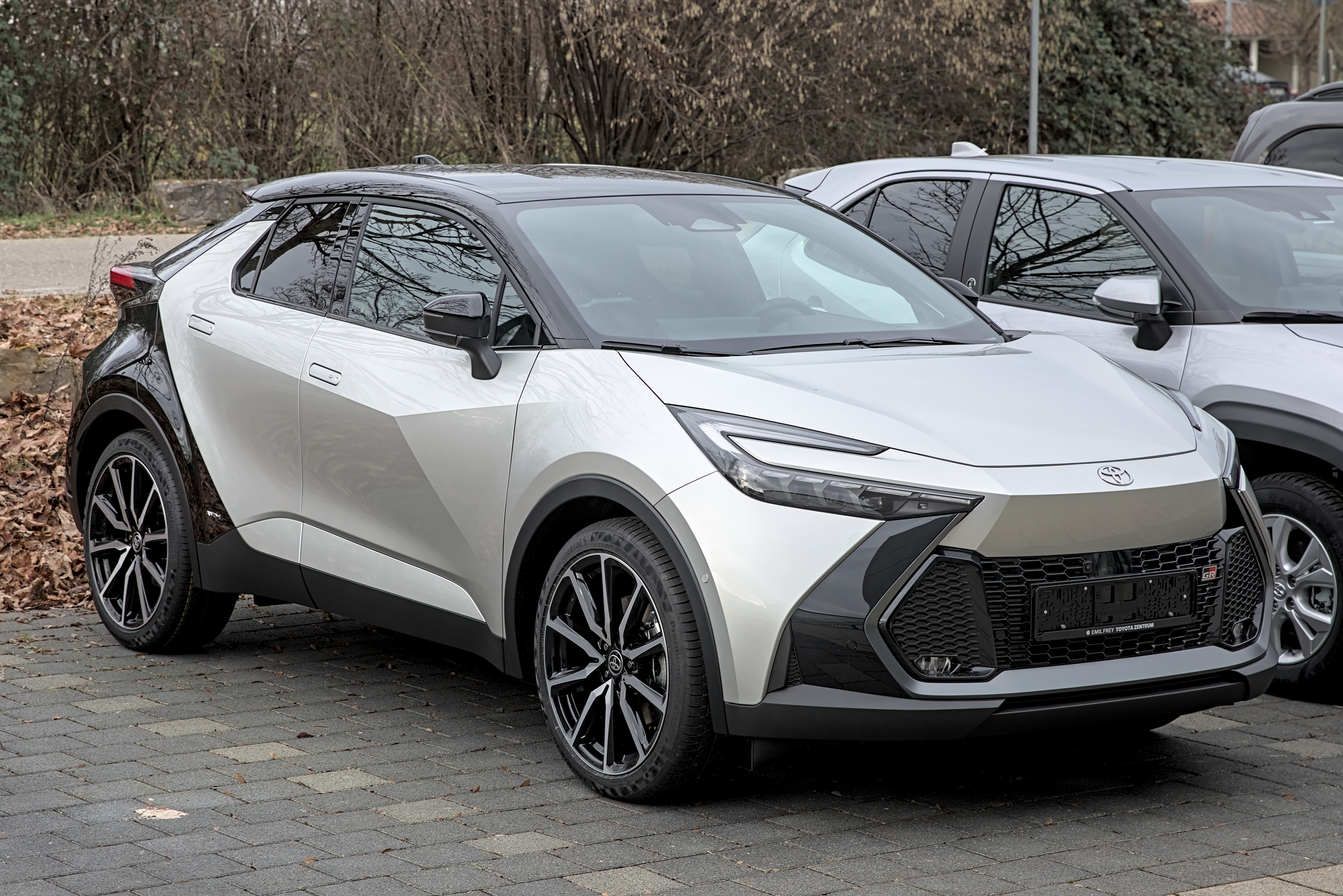
2023 Toyota C-HR GR-Sport (Европа)
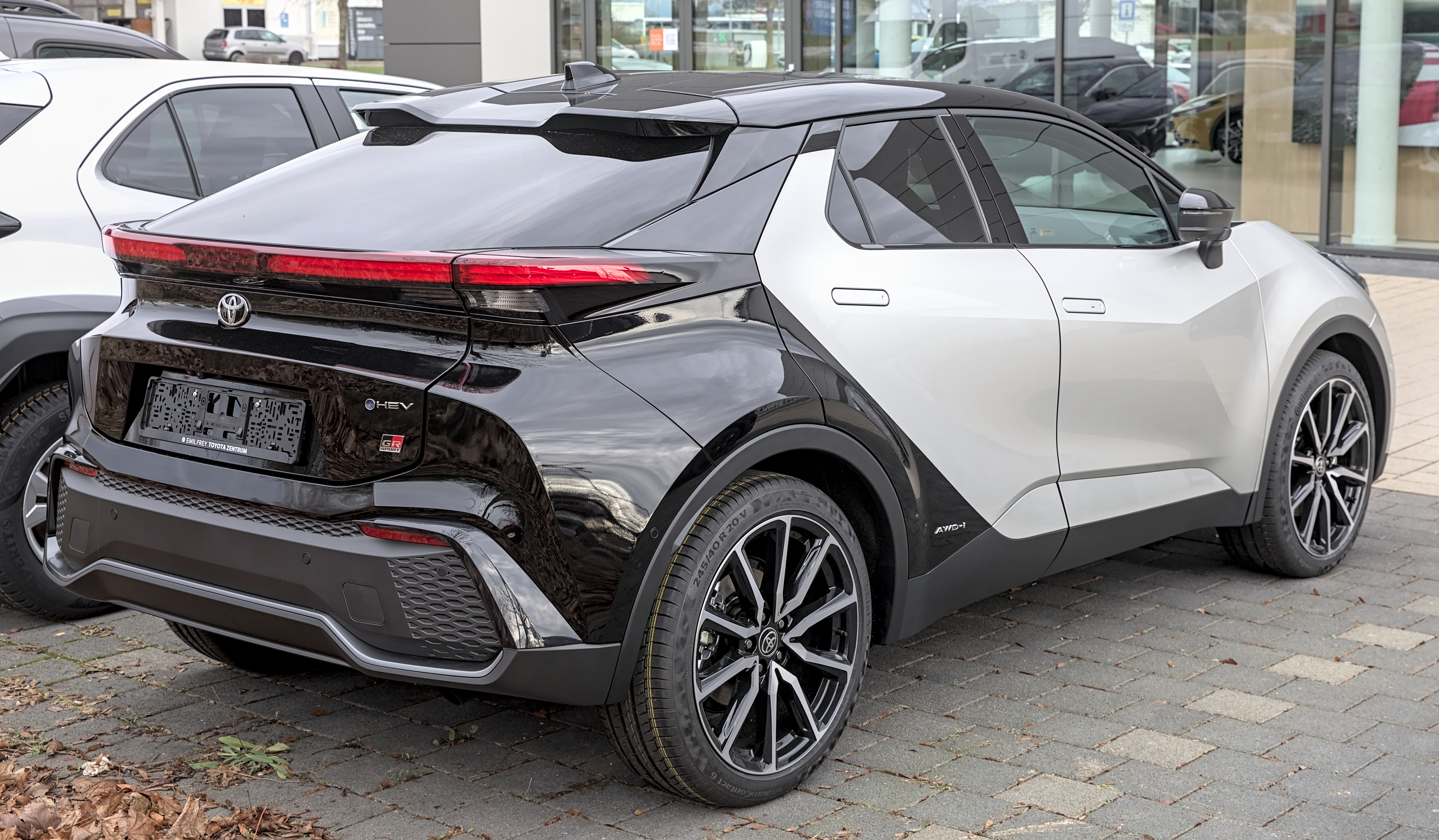
2023 Toyota C-HR GR-Sport (Европа)